# Procladius suecicus
Procladius suecicus är en tvåvingeart som beskrevs av Lars Zakarias Brundin 1949. Procladius suecicus ingår i släktet Procladius och familjen fjädermyggor. Inga underarter finns listade i Catalogue of Life.